# Псалом 14
Псалом 14 (у масоретській нумерації — 15) — чотирнадцятий псалом Книги псалмів, належить до категорії літургійних псалмів. Авторство псалому традиційно приписується Давидові. 

## Текст
| Вірш | Гебрейська мова                                                 | Давньогрецька мова (Септуаґінта)                                                                                       | Латинська мова (Вульгата) | Українська мова (Переклад Хоменка) |
| ---- | --------------------------------------------------------------- | --- | --- | --- |
| 1    | מִזְמוֹר, לְדָוִד: יְהוָה, מִי-יָגוּר בְּאָהֳלֶךָ; מִי-יִשְׁכֹּן, בְּהַר קָדְשֶׁךָ             | Ψαλμὸς τῷ Δαυιδ. Κύριε, τίς παροικήσει ἐν τῷ σκηνώματί σου καὶ τίς κατασκηνώσει ἐν τῷ ὄρει τῷ ἁγίῳ σου;                | [Psalmus David] Domine quis habitabit in tabernaculo tuo aut quis requiescet in monte sancto tuo                                                  | Псалом. Давида. Господи, хто перебуватиме в твоєму наметі? Хто житиме в твоїй святій горі?                                                                   |
| 2    | הוֹלֵךְ תָּמִים, וּפֹעֵל צֶדֶק; וְדֹבֵר אֱמֶת, בִּלְבָבוֹ                            | πορευόμενος ἄμωμος καὶ ἐργαζόμενος δικαιοσύνην, λαλῶν ἀλήθειαν ἐν καρδίᾳ αὐτοῦ,                                        | Qui ingreditur sine macula et operatur iustitiam                                                                                                  | Той, хто невинний ходить, і чинить справедливість, і правду говорить від серця;                                                                              |
| 3    | לֹא-רָגַל, עַל-לְשֹׁנוֹ--לֹא-עָשָׂה לְרֵעֵהוּ רָעָה; וְחֶרְפָּה, לֹא-נָשָׂא עַל-קְרֹבוֹ        | ὃς οὐκ ἐδόλωσεν ἐν γλώσσῃ αὐτοῦ οὐδὲ ἐποίησεν τῷ πλησίον αὐτοῦ κακὸν καὶ ὀνειδισμὸν οὐκ ἔλαβεν ἐπὶ τοὺς ἔγγιστα αὐτοῦ· | Qui loquitur veritatem in corde suo qui non egit dolum in lingua sua nec fecit proximo suo malum et obprobrium non accepit adversus proximos suos | той, хто не осуджує язиком, хто ближньому не коїть лиха, хто ганьби не кидає на сусіда,                                                                      |
| 4    | נִבְזֶה, בְּעֵינָיו נִמְאָס-- וְאֶת-יִרְאֵי יְהוָה יְכַבֵּד;נִשְׁבַּע לְהָרַע, וְלֹא יָמִר       | ἐξουδένωται ἐνώπιον αὐτοῦ πονηρευόμενος, τοὺς δὲ φοβουμένους κύριον δοξάζει· ὁ ὀμνύων τῷ πλησίον αὐτοῦ καὶ οὐκ ἀθετῶν· | Ad nihilum deductus est in conspectu eius malignus timentes autem Dominum glorificat qui iurat proximo suo et non decipit                         | хто нечесного за ніщо вважає, а тих, що Господа бояться, поважає;                                                                                            |
| 5    | כַּסְפּוֹ, לֹא-נָתַן בְּנֶשֶׁךְ-- וְשֹׁחַד עַל-נָקִי, לֹא לָקָח:עֹשֵׂה-אֵלֶּה-- לֹא יִמּוֹט לְעוֹלָם | τὸ ἀργύριον αὐτοῦ οὐκ ἔδωκεν ἐπὶ τόκῳ καὶ δῶρα ἐπ᾽ ἀθῴοις οὐκ ἔλαβεν. ὁ ποιῶν ταῦτα οὐ σαλευθήσεται εἰς τὸν αἰῶνα.     | Qui pecuniam suam non dedit ad usuram et munera super innocentes non accepit qui facit haec non movebitur in aeternum                             | хто присягає, навіть собі на шкоду, та не зміняє; хто гроші свої не дає на лихву і на безвинного підкупу не приймає. Хто отак чинить, не захитається повіки. |

## Літургійне використання

### Юдаїзм
- Четвертий вірш псалому присутній у повторенні молитви «Аміда» під час святкування Рош га-Шана.

### Католицька церква
У Літургії годин псалом 14 читається або співається на вечірніх у понеділок першого тижня.